# Colmenarejo
Colmenarejo er en by og kommune i det centrale Spanien i Madrid-regionen. Den har et indbyggertal på 9.623 (2024) indbyggere.